# Ugíjar
Ugíjar è un comune spagnolo di 2 649 abitanti situato nella comunità autonoma dell'Andalusia.